# Augustin Bourbonnais
Pour l’article homonyme, voir Bourbonnais.
Augustin Bourbonnais, né le 19 mars 1850 à Saint-Clet (Canada-Est) et mort le 5 août 1923, était un médecin et homme politique québécois sur la scène fédérale.

## Biographie
Né dans la presqu'île de Vaudreuil-Soulanges, Augustin Bourbonnais étudie au Séminaire de Sainte-Thérèse où il obtient un baccalauréat en arts en 1872. Il étudie ensuite la médecine à l'Université Laval. Après ses études, il part pratiquer dans la région de Syracuse dans l'État de New York. De retour au Québec, il s'installe à Coteau Landing. 
Il est élu député du Parti libéral du Canada dans la circonscription fédérale de Soulanges en 1896. Il y est réélu en 1900 et en 1904. Il est défait par le conservateur Joseph-Arthur Lortie en 1908.
Son frère, Avila-Gonzague Bourbonnais, est député de la circonscription de Soulanges à l'Assemblée législative du Québec de 1886 à 1902.